# 萨姆特国家森林
萨姆特国家森林（英語：Sumter National Forest）是南卡罗来纳州境内的两座国家森林之一（另一座是弗朗西斯·马里恩国家森林），由美国国家森林局管理。萨姆特国家森林面积370,442英畝（1,499.13平方），各自分布在南卡罗来纳州的几处互不相连的区域。依照分布面积来排列，森林位于奧康尼縣、猶尼昂縣、紐貝里縣、麥科米克縣、埃奇菲爾德縣、阿比維爾縣、勞倫斯縣、切斯特縣、費爾菲爾德縣、格林伍德縣以及薩盧達縣。两座南卡州国家森林的行政中心均位于哥伦比亚市。